# Acanthophis pyrrhus
Acanthophis pyrrhus, conocida comúnmente como víbora de la muerte del desierto, es una especie de serpiente de la familia Elapidae originaria de Australia y una de las serpientes terrestres más venenosas del mundo. Está amenazada debido a la destrucción de su hábitat. No obstante, en la Lista Roja de la Unión Internacional para la Conservación de la Naturaleza (UICN) desde el 2017 está categorizada como una especie bajo preocupación menor.

## Descripción
A. pyrrhus son elápidos altamente venenosos con cuerpo corto y grueso, la cabeza es triangular, colmillos móviles y la cola delgada y afilada. Alcanzan una longitud de 0,70 metros, con una longitud desde el hocico hasta la cloaca de 0,62 m, y tienen una apariencia aplanada. Son de color rojo ladrillo o amarillo rojizo, con bandas amarillas fuertes o discretas que se camuflan con su entorno. La punta de la cola se usa como señuelo para atraer presas potenciales y tiene un color claramente más oscuro. Sus colmillos son más largos que la mayoría de las serpientes venenosas de Australia.

## Distribución y hábitat
A. pyrrhus se encuentra desde la costa de Australia Occidental hasta las regiones centrales tan al sur como Kalgoorlie y hasta el Territorio del Norte. La especie relacionada, la víbora de la muerte común o del sur, se encuentra en un rango diferente.
Se encuentra en áreas remotas, entre hierba de puercoespín, llanos pedregosos, crestas arenosas y afloramientos rocosos de Australia Central y Occidental. En el suroeste de Australia, se encuentran en la hierba hummock en mallee.

## Comportamiento
Solo muerde si la amenaza o la presa están muy cerca de ellos. También usan la mordida para atrapar a sus presas. Por lo general, son más activas después del anochecer, y solo se ven ocasionalmente durante el día. Pueden trepar arbustos o pastos para tomar el sol por la mañana y se los ve en las carreteras cerca de las áreas urbanas periféricas.
Su alimentación incluye lagartijas, especialmente eslizones y dragones, y pequeños mamíferos. Se sienten atraídas por la serpiente, que puede estar en una emboscada paciente durante días, por el movimiento del señuelo en la punta de la cola. Cuando se mueve, tiene un parecido sorprendente con un gusano o una oruga y, por lo tanto, es un bocado tentador para un lagarto que pasa.

## Veneno
A. pyrrhus tienen grandes colmillos y sus glándulas producen una cantidad considerable de veneno. Actualmente, rara vez es la causa de las mordeduras de serpientes en Australia. Se les considera muy peligrosos. El veneno es más significativamente una neurotoxina, que alguna vez tuvo una tasa de mortalidad del 50 %.

## Reproducción
Se aparean durante la primavera o principios del verano, y las crías se producen a fines del verano o principios del otoño. A diferencia de la mayoría de las otras serpientes, esta especie es vivípera. En cada camada se pueden producir hasta 13 crías vivas.